# 今宮車站
今宮車站（日语：／ Imamiya eki */?）是一由西日本旅客鐵道（JR西日本）所經營的鐵路車站，位於日本大阪府大阪市浪速區大國三丁目。今宮車站是JR西日本所屬的大阪環狀線與關西本線（大和路線）沿線的車站（在官方的劃分上屬關西本線，並與大阪環狀線共用），也是JR西日本旗下大阪近郊鐵路路線群都市網路（アーバンネットワーク，Urban Network）所屬的車站，根據JR的特定都區市內制度，被劃分為「大阪市內」的車站之一。根據統計，今宮車站每日的平均利用旅次僅有4394人（2013年）。雖然近年人次有增加，但仍是大阪環狀線諸站之中最少的一個。

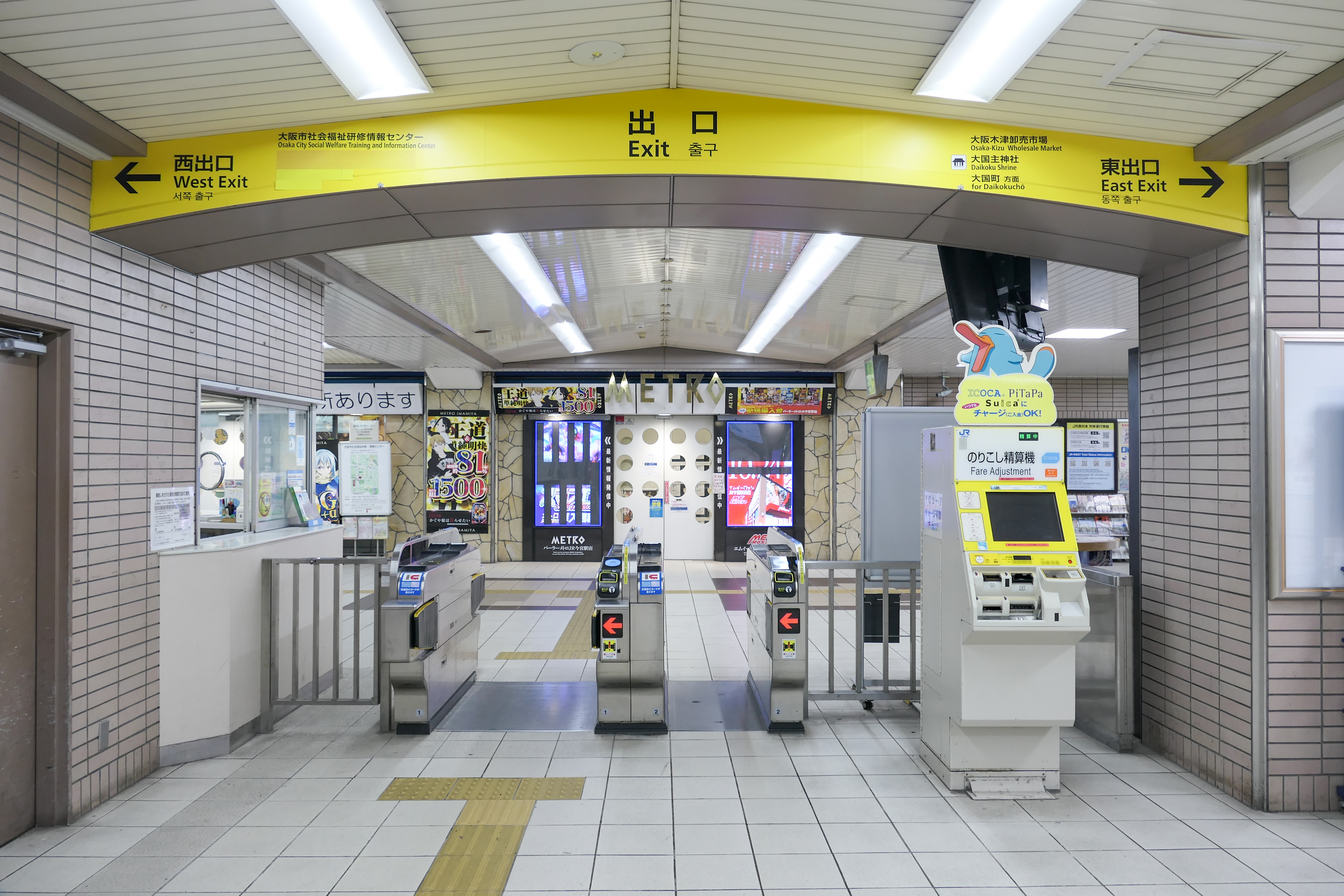
JR檢票口（2023年11月）

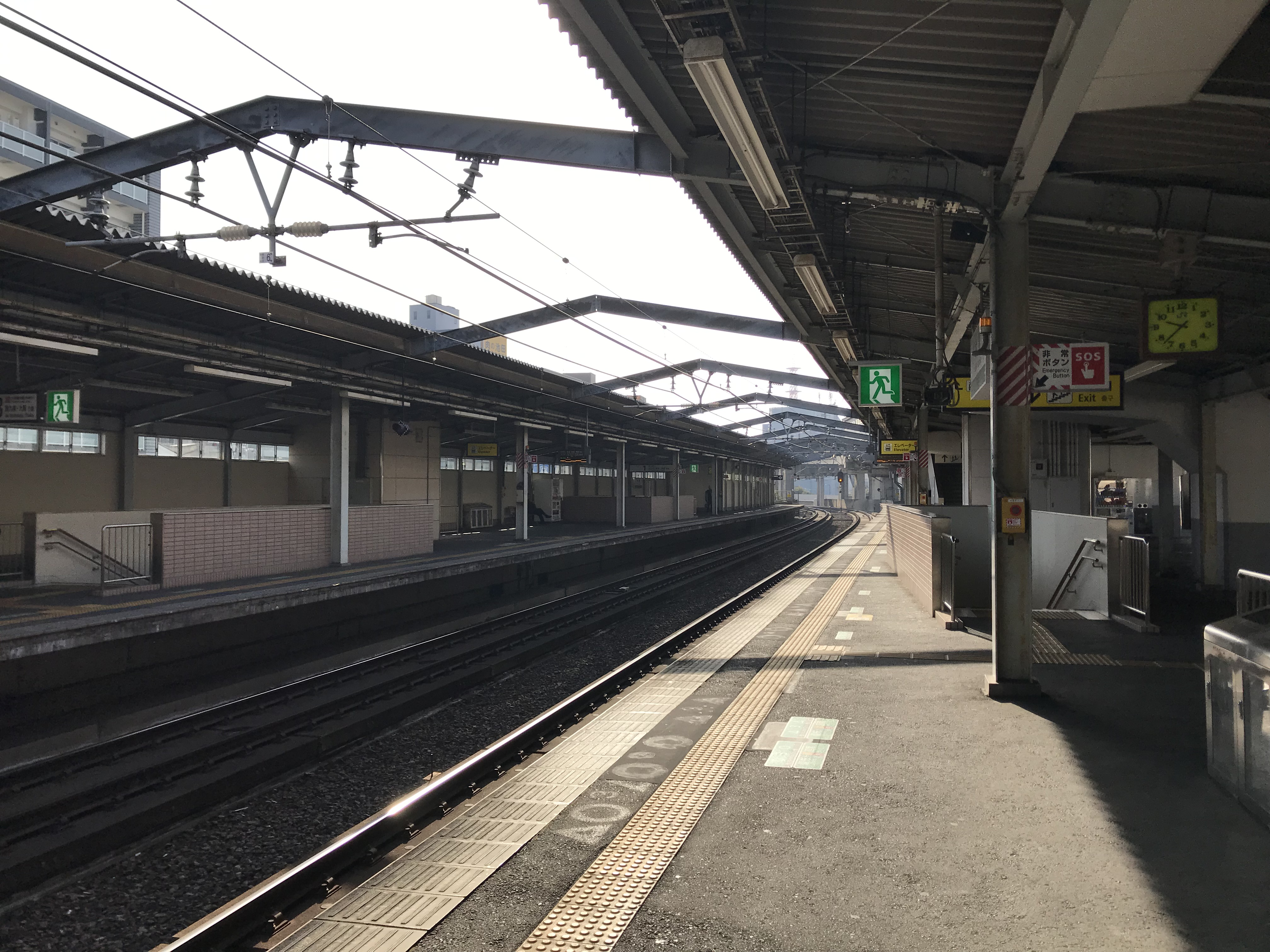
大和路線月台（2019年1月）

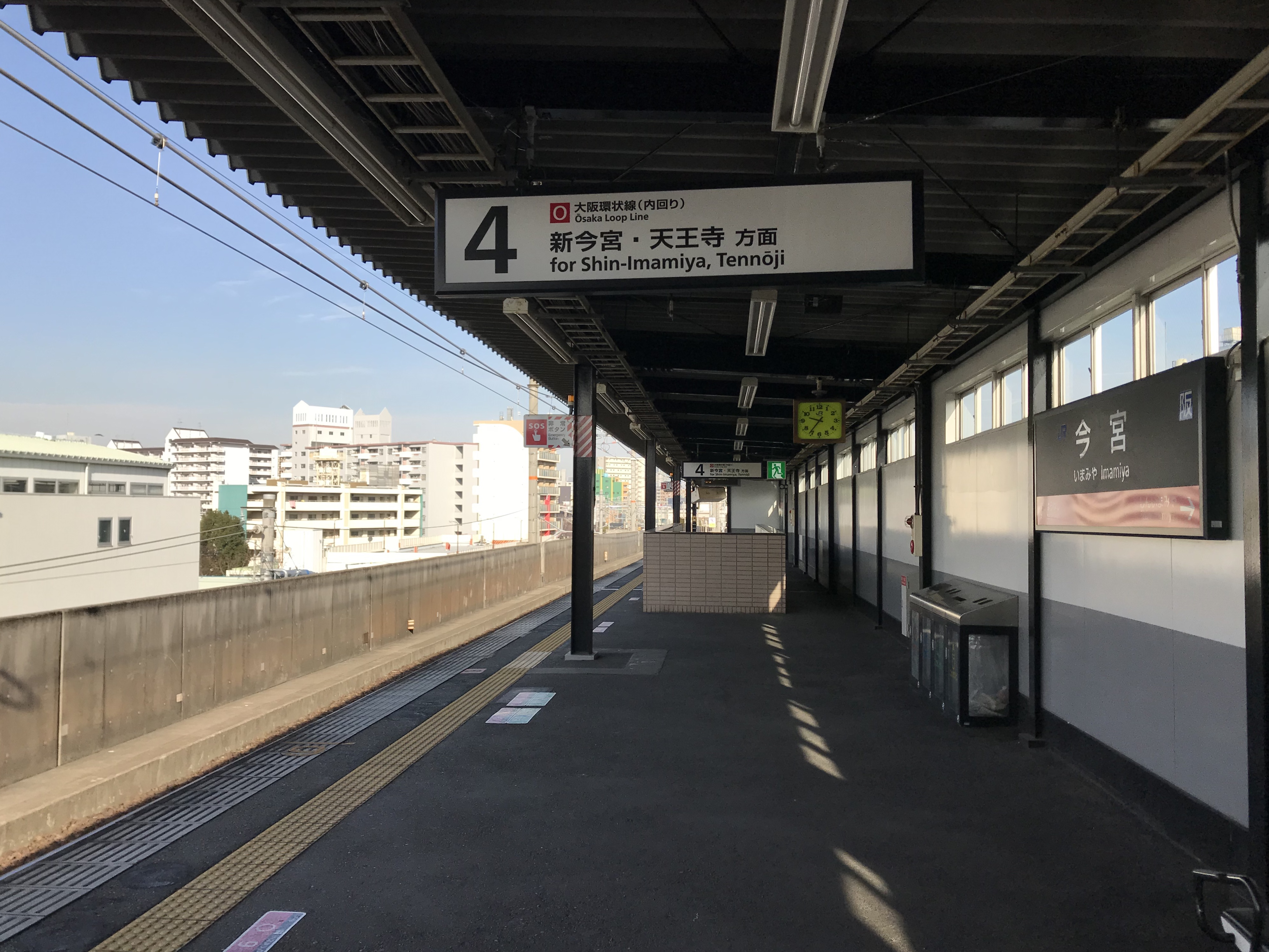
大阪環狀線月台（2019年1月）

## 車站構造
關西本線（大和路線）的1、2號月台為對向式月台2面2線，大阪環狀線的3、4號月台為側式月台上下2層構造。關西本線（大和路線）下行月台與大阪環狀線外環月台，即2、3號月台位於同一平面上的島式月台。兩線均由於沒有轉轍器與絕對信號機而被分類為停留所。

### 月台配置
| 樓層 | 月台 | 路線       | 方向 | 目的地                 | 備註               |
| ---- | ---- | ---------- | ---- | ---------------------- | ------------------ |
| 2樓  | 1    | 大和路線   | 上行 | 天王寺、奈良、高田方向 | 區間快速為4號月台  |
| 2樓  | 2    | 大和路線   | 下行 | 往JR難波               | 往JR難波           |
| 2樓  | 3    | 大阪環狀線 | 外環 | 西九條、大阪方向       | 西九條、大阪方向   |
| 3樓  | 4    | 大阪環狀線 | 內環 | 新今宮、天王寺方向     | 新今宮、天王寺方向 |

## 利用狀況
2018年（平成30年）度1日平均上車人次為4,713人。此站是大阪環狀線內上車人次最少的車站。
近年1日平均上車人次如下表。
| 年度               | 1日平均 上車人次 | 來源     |
| ------------------ | ---------------- | -------- |
| 1990年（平成02年） | 924              | [ * 1 ]  |
| 1991年（平成03年） | 976              | [ * 2 ]  |
| 1992年（平成04年） | 983              | [ * 3 ]  |
| 1993年（平成05年） | 985              | [ * 4 ]  |
| 1994年（平成06年） | 983              | [ * 5 ]  |
| 1995年（平成07年） | 1,003            | [ * 6 ]  |
| 1996年（平成08年） | 2,302            | [ * 7 ]  |
| 1997年（平成09年） | 2,205            | [ * 8 ]  |
| 1998年（平成10年） | 2,587            | [ * 9 ]  |
| 1999年（平成11年） | 2,829            | [ * 10 ] |
| 2000年（平成12年） | 2,971            | [ * 11 ] |
| 2001年（平成13年） | 3,041            | [ * 12 ] |
| 2002年（平成14年） | 3,199            | [ * 13 ] |
| 2003年（平成15年） | 3,525            | [ * 14 ] |
| 2004年（平成16年） | 3,651            | [ * 15 ] |
| 2005年（平成17年） | 3,811            | [ * 16 ] |
| 2006年（平成18年） | 3,989            | [ * 17 ] |
| 2007年（平成19年） | 4,137            | [ * 18 ] |
| 2008年（平成20年） | 4,229            | [ * 19 ] |
| 2009年（平成21年） | 4,268            | [ * 20 ] |
| 2010年（平成22年） | 4,317            | [ * 21 ] |
| 2011年（平成23年） | 4,309            | [ * 22 ] |
| 2012年（平成24年） | 4,279            | [ * 23 ] |
| 2013年（平成25年） | 4,394            | [ * 24 ] |
| 2014年（平成26年） | 4,364            | [ * 25 ] |
| 2015年（平成27年） | 4,483            | [ * 26 ] |
| 2016年（平成28年） | 4,520            | [ * 27 ] |
| 2017年（平成29年） | 4,605            | [ * 28 ] |
| 2018年（平成30年） | 4,713            | [ * 29 ] |

## 相鄰車站
西日本旅客鐵道
 大和路線（關西本線）
■快速
通過
■普通
新今宮（JR-Q19）－今宮（JR-Q18）－JR難波（JR-Q17）
 大阪環狀線
■大和路快速、■關空快速、■紀州路快速、■快速、■B快速
通過
■區間快速、■直通快速、■普通
蘆原橋（JR-O17）－今宮（JR-O18）－新今宮（JR-O19）

### 利用狀況
1. ↑  大阪府統計年鑑 （页面存档备份，存于） - 大阪府
2. ↑  大阪市統計書 （页面存档备份，存于） - 大阪市

大阪府統計年鑑
1. ↑  大阪府統計年鑑（平成3年）PDF
2. ↑  大阪府統計年鑑（平成4年）PDF
3. ↑  大阪府統計年鑑（平成5年）PDF
4. ↑  大阪府統計年鑑（平成6年）PDF
5. ↑  大阪府統計年鑑（平成7年）PDF
6. ↑  大阪府統計年鑑（平成8年）PDF
7. ↑  大阪府統計年鑑（平成9年）PDF
8. ↑  大阪府統計年鑑（平成10年）PDF
9. ↑  大阪府統計年鑑（平成11年）PDF
10. ↑  大阪府統計年鑑（平成12年）PDF
11. ↑  大阪府統計年鑑（平成13年）PDF
12. ↑  大阪府統計年鑑（平成14年）PDF
13. ↑  大阪府統計年鑑（平成15年）PDF
14. ↑  大阪府統計年鑑（平成16年）PDF
15. ↑  大阪府統計年鑑（平成17年）PDF
16. ↑  大阪府統計年鑑（平成18年）PDF
17. ↑  大阪府統計年鑑（平成19年）PDF
18. ↑  大阪府統計年鑑（平成20年）PDF
19. ↑  大阪府統計年鑑（平成21年）PDF
20. ↑  大阪府統計年鑑（平成22年）PDF
21. ↑  大阪府統計年鑑（平成23年）PDF
22. ↑  大阪府統計年鑑（平成24年）PDF
23. ↑  大阪府統計年鑑（平成25年）PDF
24. ↑  大阪府統計年鑑（平成26年）PDF
25. ↑  大阪府統計年鑑（平成27年）PDF
26. ↑  大阪府統計年鑑（平成28年）PDF
27. ↑  大阪府統計年鑑（平成29年）PDF
28. ↑  大阪府統計年鑑（平成30年）PDF
29. ↑  大阪府統計年鑑（令和元年）PDF

## 外部連結
- 今宮｜車站資訊：JR出門網 - 西日本旅客鐵道

34°39′15″N 135°29′35″E / 34.65417°N 135.49306°E